# Fortune Cookie (film)
Pour plus de détails, voir Fiche technique et Distribution.
Fortune Cookie est un film d'horreur américain écrit et réalisé par Rob Pallatina, sorti en 2016. Il met en vedettes dans les rôles principaux Chase Bennett, Troy Blendell et Philip Bushell.

## Synopsis
Le premier jour du Nouvel An chinois, un groupe d’Américains font toutes les choses interdites par les superstitions : se laver les cheveux, casser un verre, utiliser un couteau, etc. Leur dîner dans un restaurant chinois se termine par des biscuits chinois contenant des notes en chinois, écrites sur du papier noir. Les missives de malchance dans ces biscuits sont liées aux fins tragiques qui arrivent à ces gens un par un, probablement parce qu’ils ont tenté le sort.

## Distribution
- Chase Bennett : Sam
- Philip Bushell : Williams
- Angie Teodora Dick : Maman
- Ashley Doris : Claire
- James Hong : Gui Po
- Dane Johnson : Sebastian
- Norm Johnson : Fred
- Samantha Gangal : fille[3].
- Troy Blendell : Papa
- Ross Kurt Le : Chen
- Kaidy Kuna : serviteur Zong
- Jeffrey James Lippold : Travis
- Brent Lydic : Josh
- Anthony Ma : Danny
- Kaitlyn Danielle McIvor : Kelly
- Ryan Merriman : Bryce
- Dina Meyer : Détective Emma Hoskins
- Tiffani Ann Mills : Karen
- Christopher Neiman : Eugene[1]

## Production
Le tournage a eu lieu à Los Angeles, en Californie, aux États-Unis. Le film est sorti le 28 mars 2016 aux États-Unis, son pays d’origine.